# Гармашовка
Гармашовка (укр. Гармашівка) — село, относится к Беловодскому району Луганской области Украины.
Население по переписи 2001 года составляло 306 человек. Почтовый индекс — 92811. Телефонный код — 6466. Код КОАТУУ — 4420686602.

## Местный совет
92810, Луганська обл., Біловодський р-н, с. Кононівка, вул. Леніна, 2  (укр.)